# Barretta al cocco
La barretta al cocco (cinese: 椰汁糕) è un dessert dim sum refrigerato che si trova a Hong Kong, Taiwan, nella Cina meridionale e nelle Chinatown estere. È dolce e ha una consistenza morbida, simile alla gelatina, ma è di colore bianco anziché traslucido. A volte viene chiamato budino al cocco.

## Preparazione
Il dessert è fatto con latte di cocco (preferibilmente appena fatto) e preparato con una miscela di farina tang (amido di frumento) e amido di mais, oppure una miscela di agar agar e gelatina. È addolcito e talvolta cosparso di noci di cocco essiccate. La consistenza varia da setosa ed elastica (se si utilizzano gelatina e agar agar come agente fissante) a cremosa (se si utilizzano amido di frumento e amido di mais) a seconda delle singole preparazioni. La versione dim sum standard non prevede riempimento.